# Arambourgiania
Arambourgiania byl rod obřího pterosaura (ptakoještěra) z čeledi Azhdarchidae, který žil v pozdní křídě (stupeň Maastricht) na území dnešního Jordánska a také USA. S předpokládaným rozpětím křídel asi 7 až 12 metrů šlo o jednoho z největších létajících živočichů všech dob (konkurující například rodu Quetzalcoatlus).

## Historie
První pozůstatky tohoto živočicha byly objeveny v Jordánsku (Blízký Východ) již v roce 1943 a v 50. letech byly poslány do Francie (Paříž) ke studiu. Šlo o fragment krčního obratle dlouhého 61 cm, v plné velikosti by měřil zřejmě 78 cm. Délka krku tohoto pterosaura tak patrně činila až kolem 3 metrů. Fosilie byla studována Camille Arambourgem, podle kterého byla později také pojmenována. Poté, co se kost ztratila, byla znovu objevena až roku 1995 v jordánském depozitáři paleontology Davidem Martillem a Eberhardem "Dino" Freyem. Pterosaur, původně nazvaný Titanopteryx, získal nové jméno podle paleontologa Nessova v roce 1987. Původní již totiž bylo preokupováno jistým druhem hmyzu, proto muselo být změněno.

## Rozšíření
V roce 2016 byla publikována studie, podle které byl obratel druhu A. philadelphiae objeven až v Tennessee na východě USA. To by značně zvýšilo geografické rozšíření tohoto druhu a učinilo z něj prakticky druh kosmopolitní.
Podle některých odhadů dokázali tito ptakoještěři urazit ohromné vzdálenosti. Například zástupci příbuzného rodu Quetzalcoatlus zvládli pravděpodobně přeletět v rozmezí 7 až 10 dní na vzdálenost kolem 16 000 kilometrů, a to jen s relativně malým výdejem energie.